# Next plc
Next plc (eigen schrijfwijze NEXT) is een Britse multinational op het gebied van kleding-, schoenen- en huishoudelijke artikelenketen, met het hoofdkantoor in Enderby, Engeland. Het heeft ongeveer 700 winkels, waarvan ongeveer 500 in het Verenigd Koninkrijk en ongeveer 200 in Europa, Azië en het Midden-Oosten.  Next is de grootste kledingretailer qua verkoopcijfers in het Verenigd Koninkrijk, nadat het Marks & Spencer begin 2012  en 2014 had ingehaald. Het bedrijf is genoteerd aan de London Stock Exchange en maakt deel uit van de FTSE 100 Index .

## Geschiedenis

### Hepworth
Het bedrijf werd in 1864 opgericht door Joseph Hepworth in Leeds als kleermaker onder de naam Joseph Hepworth & Son. Aanvankelijk werkte Hepworth samen met James Rhodes, maar het partnerschap werd in 1872 ontbonden.
In zijn eentje breidde Hepworth het bedrijf snel uit en werd een pionier in de ontwikkeling van winkelketens in Groot-Brittannië. In 1884 had het bedrijf 100 verkooppunten 
Gedurende een groot deel van zijn geschiedenis was Hepworth voornamelijk actief in de markt voor confectiepakken. In 1963 haalde het bedrijf de beroemde Savile Row-ontwerper Hardy Amies binnen om de collectie confectiepakken nieuw leven in te blazen.

### Kendall's en Next
In 1981 kocht het bedrijf damesmodezaak Kendall and Sons voor £ 1,75 miljoen van het retailconglomeraat Combined English Stores. Daarmee had Hepworth meer dan 600 winkels in Britse winkelstraten.
Het was de bedoeling om Kendall's winkels te herontwikkelen als een winkelketen voor dameskleding om Hepworth aan te vullen als een keten van herenmodewinkels. Ontwerper Terence Conran was destijds voorzitter van Hepworth en rekruteerde George Davies om bij Kendall's te werken. Het concept van Davies was echter de creatie van een nieuwe keten, genaamd Next. In eerste instantie werden de Kendall-winkels omgebouwd. De eerste Next-winkels werden geopend op 12 februari 1982, en de omzetting van de Kendall-winkels was eind 1983 voltooid.

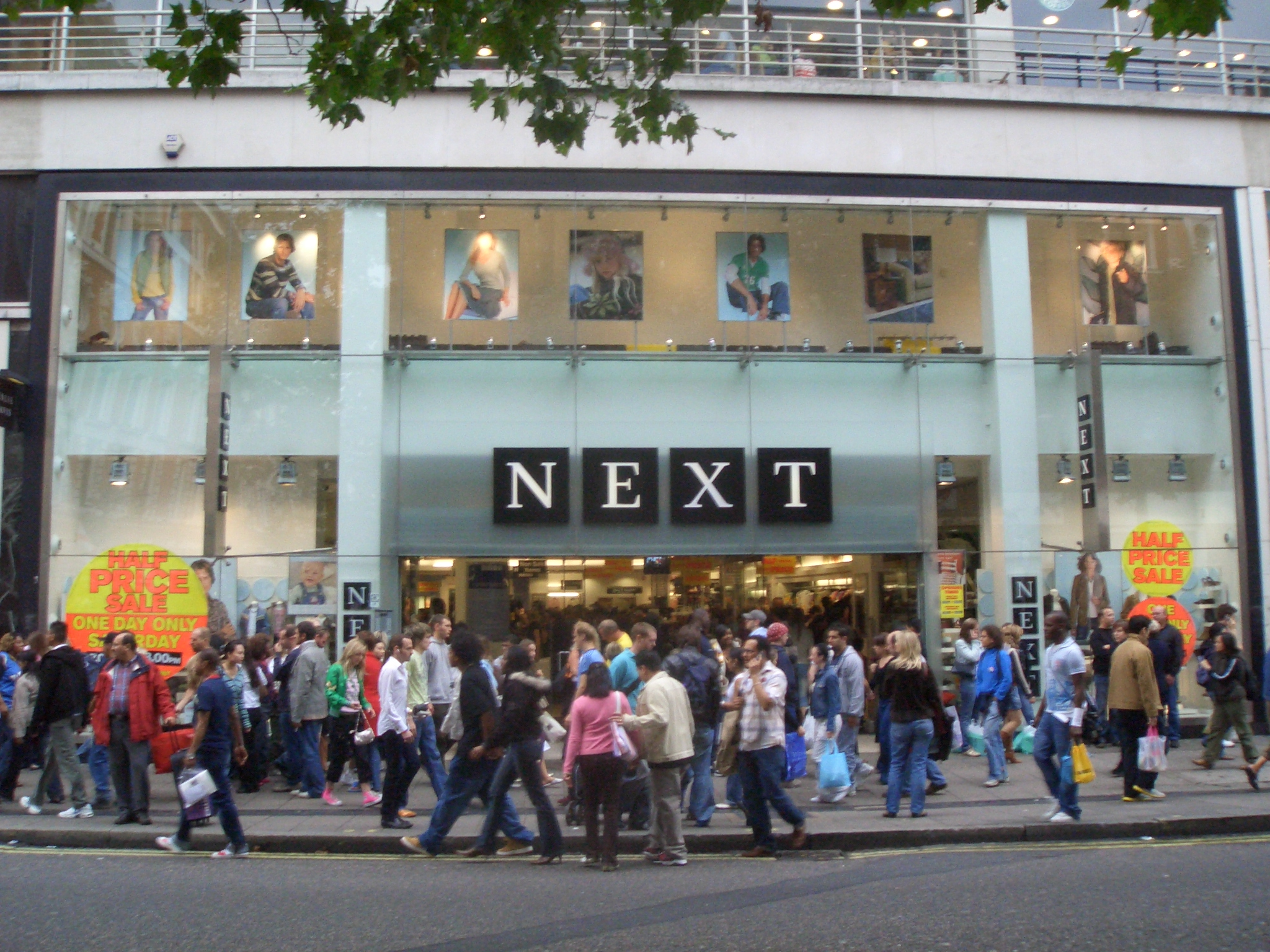
Een filiaal van Next met de oude logo's op Oxford Street in Londen in 2005

Davies werd in 1984 benoemd tot chief executive en bouwde vervolgens 50 Hepworth-winkels  om naar het Next-formaat, waardoor het assortiment werd uitgebreid met herenkleding. Dit maakte de ontwikkeling mogelijk van mini-warenhuizen die dames- en herenkleding verkochten. Dit werd aangevuld door de introductie van Next interiors in winkels die in de "juiste demografische gebieden" waren gelegen. In 1986 verhuisde Davies het hoofdkantoor van de groep van Leeds naar Leicester, om dichter bij de belangrijkste kledingfabrikanten te zijn, en de bedrijfsnaam werd veranderd in Next plc.
In 1987 verwierf de groep Combined English Stores en postorderbedrijf Grattan. Davies breidde eerst uit met kinderkleding onder de naam Next childrenswear en introduceerde vervolgens  Next Directory.
In 1988 schreef de Daily Telegraph, "na zeven jaar van groei, was Next suïcidaal gegroeid ..  en brachten sommige winkels niet genoeg op om de huur te betalen."  Davies werd ontslagen en de koers van het aandeel daalde tot 7 pence. Voorzitter Sir David Jones beschuldigde Davies van egoïsme en Next op het randje van faillissement te hebben gebracht.

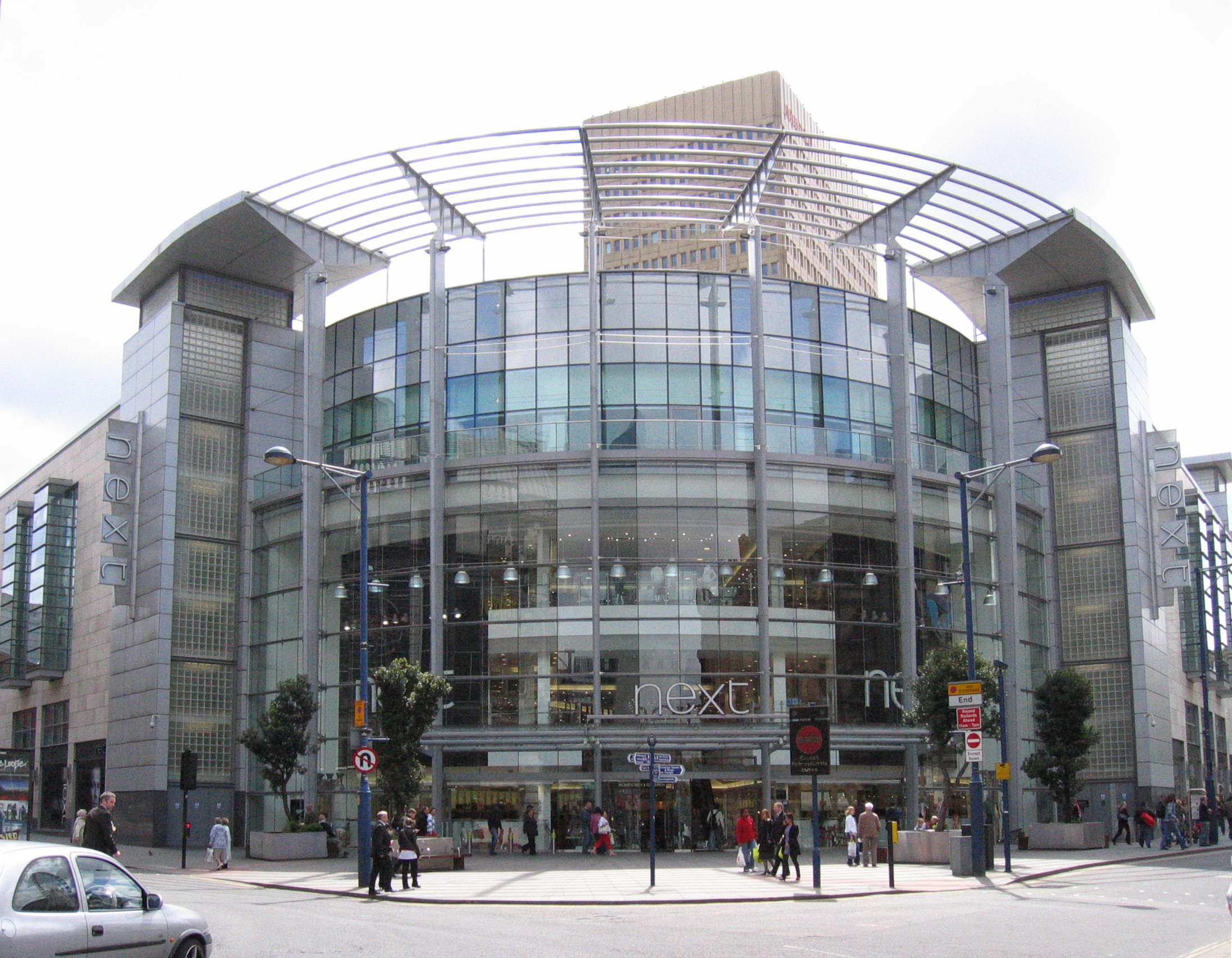
Next fililaal in Manchester Arndale

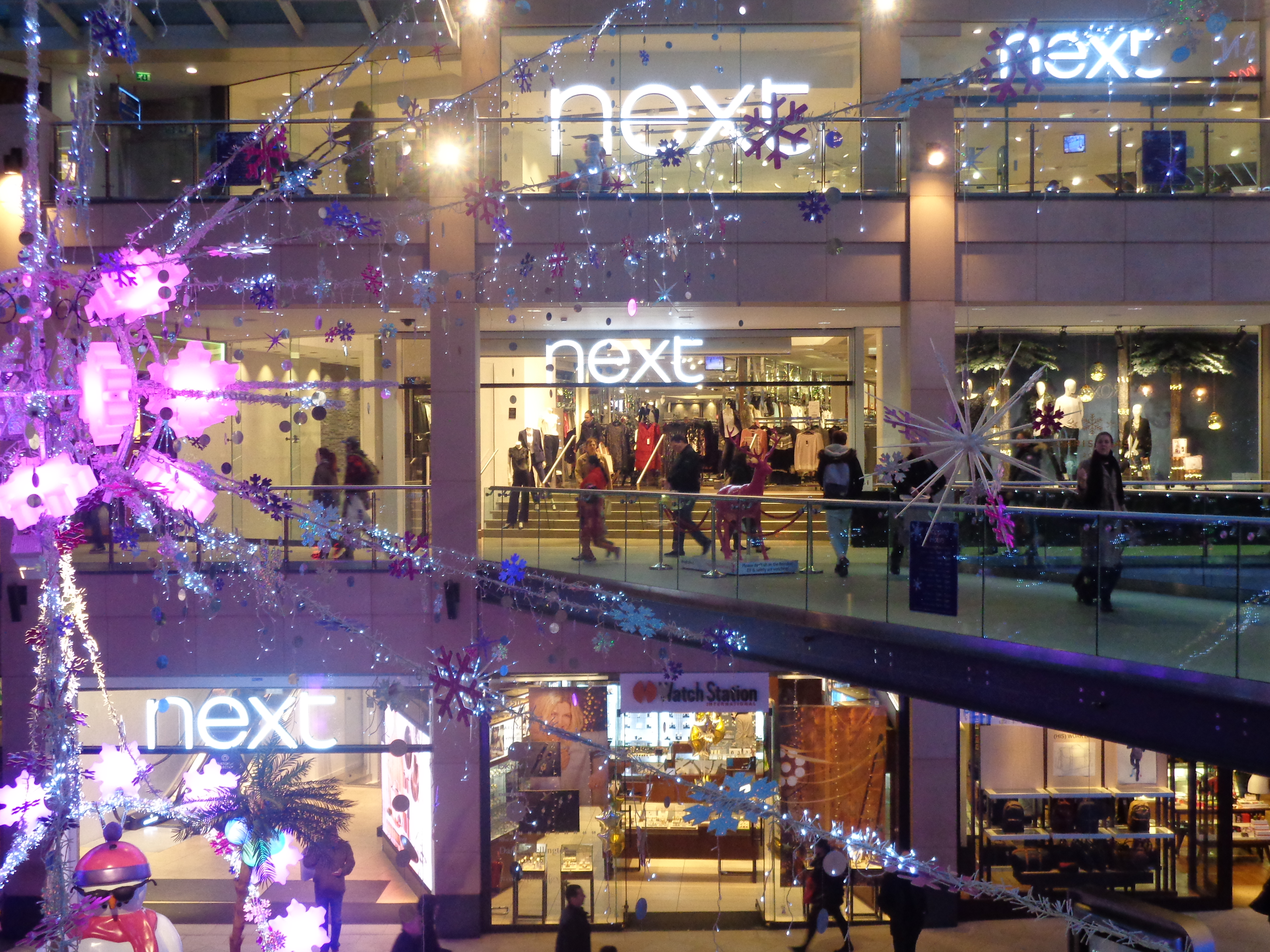
Next filiaal in Trinity Leeds

In oktober 1988 verkocht Next 433 juwelierszaken in het Verenigd Koninkrijk, die voornamelijk opereerden onder de namen Salisburys en Zales, aan de Ratners Group voor 232 miljoen dollar.
Het bedrijf kocht in 2008 het jongerenmerk Lipsy. In het najaar van 2009 lanceerde Next een online catalogus voor de Verenigde Staten met kleding, schoenen en accessoires voor dames, heren en kinderen.
De prijzen van Next in Ierland lokten in 2009 kritiek uit toen het bedrijf een van de vier detailhandelaren was die ervan werden beschuldigd geen wisselkoersbesparingen door te geven aan het winkelend publiek in Ierland.
In juli 2010 bleek uit een BBC-onderzoek dat Next de regelgeving voor koop op afstand voor consumenten  van 2000 (DSR) overtrad door klanten te factureren voor de bezorgkosten, zelfs als goederen binnen de zeven werkdagen werden geretourneerd. Een woordvoerder van Next gaf toe dat ze dit al drie jaar deden, maar beloofde in augustus 2010 gehoor te geven. Trading Standards zei dat de DSR's al tien jaar van kracht waren en dat er geen excuus was om ze niet na te leven.
In 2014 lanceerde Next de mogelijkheid om webaankopen te doen vanuit Oekraïne.

## Activiteiten
Next heeft drie divisies: Next Retail, een keten van meer dan 550 winkelfilialen in het Verenigd Koninkrijk; Next Directory, een postorderbedrijf en webwinkel met meer dan 3 miljoen actieve klanten en Next International, met meer dan 180 internationale winkels. De andere activiteiten zijn onder andere Next Sourcing, voor eigen merkproducten; Lipsy, dat zijn eigen merkproducten voor jongere damesmode ontwerpt en verkoopt via groothandel, detailhandel en websitekanalen.
Next exploiteert winkels en e-commerce voor Victoria's Secret in het Verenigd Konkrijk. In september 2021 kondigde Next een joint venture aan met Gap. Next zal de Britse website van Gap beheren en Gap-shops in een aantal Next-winkels expoiteren. Hierdoor blijft Gap aanwezig in de Britse winkelstraten nadat Gap in juli 2021 aankondigde dat het al zijn Britse winkels zou sluiten.
In september 2018 werden de Ierse bedrijfswinsten van het bedrijf gescheiden van Next plc. Next (Ireland) Ltd werd formeel opgericht om zich te concentreren op de distributie van producten in zijn fysieke winkels en zijn online winkel in Ierland. Tegelijkertijd werd Next Germany opgericht.

## Logo's en marketing
Tot circa 1991 gebruikte Next als logo een kleine letter in Courier-stijl in zwart tegen een witte achtergrond. Dit werd vervangen door het NEXT-logo met een hoofdletter in een lettertype in Romeinse serif-stijl. Er waren enkele variaties hiervan, zoals het logo met elke letter van NEXT in een afzonderlijk vierkant en in sommige winkels werd  in 2005/2006 het Next-logo in een variërende blauwe en zwarte achtergrond met "X'en" erop gedrukt gebruikt, in tegenstelling tot de zwarte achtergrond. Bovendien zijn er tijdens het gebruik van het logo enkele variaties in het lettertype opgetreden, waaronder vergelijkbare lettertypen met schreven boven de "T"-dwarsbalk, vergelijkbaar met Garamond en andere die meer gemeen hebben met Times New Roman. In 2007 werd een nieuw Next logo geïntroduceerd, hoewel het vorige logo in gebruik bleef totdat de voorraad was uitgeput.
Next-kleding verwijst vaak naar de oprichtingsjaar van het bedrijf in 1982 met het gebruik van "82" of "1982" als ontwerpkenmerk op kleding in alle reeksen.
Vóór 2007 adverteerde Next alleen direct voorafgaand aan een verkoop, meestal via korte televisiespots en advertenties in kranten. In 2007, na een "teleurstellende" daling van 7,2% in  de jarr-op-jaar-verkopen, kondigde het aan dat het "£ 17" investeerde miljoen in de komende drie jaar om zijn bestaande winkels en productaanbod nieuw leven in te blazen" en dat het £ 10 miljoen extra zou uitgeven aan marketing. Yasmin Le Bon, die in het voorjaar van 1988 model stond voor Next Directory, was te zien in een online modeshow.
In september 2007, om zijn 25e verjaardag te vieren, lanceerde Next zijn eerste televisiecampagne in twaalf jaar genaamd 'Ali's Party' met het nummer ' Suddenly I see'  met in de hoofdrol het Braziliaanse supermodel Alessandra Ambrosio. Alle andere rollen waren Next-medewerkers, ook wel 'nextras' genoemd. Een tweede advertentie met Ambrosio werd vertoond in november 2007 en de nummers werden tijdens de campagne regelmatig in de winkel gedraaid.
Een advertentie geregisseerd door Ben Watts en gefilmd aan de oevers van de rivier de Seine werd in september 2010 vertoond om de Parijse chique stijlen van het seizoen weer te geven. De advertentie was voorzien van het nummer "A Message to You, Rudy" van The Specials en hierin speelden het Braziliaanse model Emanuela de Paula en de Spaanse acteur Jon Kortajarena een rol.